# Oreste Kirkop

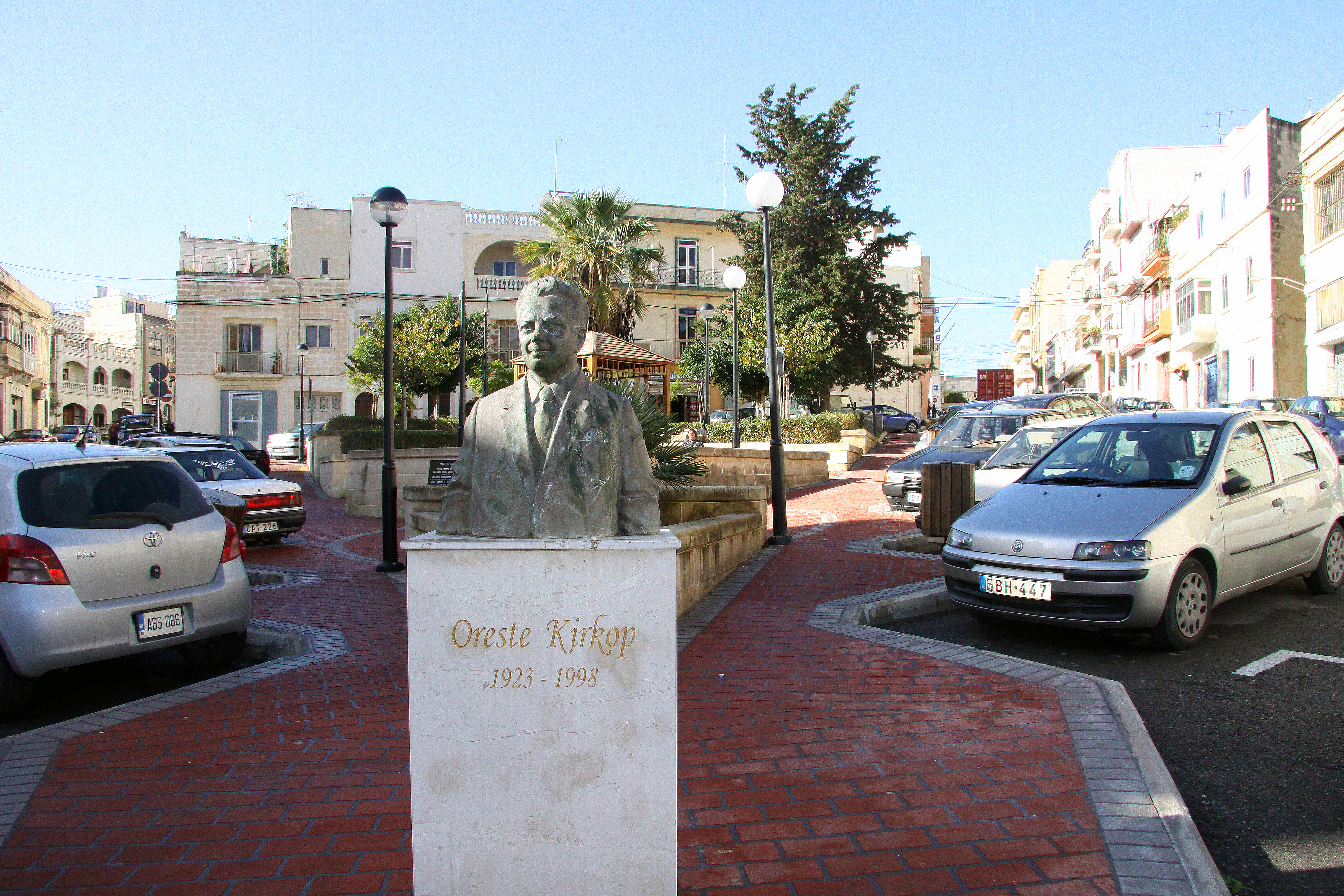
Buste van Oreste Kirkop in Ħamrun (Malta)

Oreste Kirkop (Ħamrun, 26 juli 1923 - San Ġwann, 10 mei 1998) was een Maltese operatenor.

## Biografie
Oreste Kirkop (Chircop) werd geboren op 26 juli 1923 in Ħamrun (Malta). Hij was het zesde kind van de tien broers en zussen van Jean Chircop en Fortunata Panzavecchia. Hij ontdekte zijn zangtalent toen hij in de schuilkelders zong tijdens de oorlog. Daarna nam hij lessen van de Maltese tenor Nicolo Baldachino.
Oreste maakte zijn operadebuut op 25 februari 1945 als Turiddu in Cavalleria Rusticana in het Radio City Opera House in Ħamrun. In 1948 ontmoette hij de Maltese bariton Joseph Satariano die hem aanmoedigde om een operacarrière in het Verenigd Koninkrijk te beginnen. Tussen 1949 en 1950 bleef hij opera zingen bij Italiaanse gezelschappen en trad hij op in concert met Tito Gobbi en Maria Caniglia.
In 1950 verhuisde hij naar het Verenigd Koninkrijk en zong hij hoofdrollen als tenor bij de Carl Rosa Opera Company, later bij Sadler's Wells (1952) met Turiddu, Mario Cavaradossi en Rodolfo in Luisa Miller. Hij verscheen op BBC-televisie als Canio in Pagliacci.
In 1954 maakte Kirkop zijn debuut in Covent Garden als de hertog in Rigoletto en later als Rodolfo in La Bohème. Een contract met Paramount Pictures leidde tot de hoofdrol van François Villon in de filmversie van The Vagabond King uit 1956.
Hij zong opera in Las Vegas en de Hollywood Bowl en verscheen op NBC-televisie in baanbrekende producties van Madama Butterfly, La traviata en Rigoletto.
Op 4 augustus 1956 trad hij op tijdens het Hollywood Bowl Concert in Los Angeles met de Los Angeles Philharmonic en de Roger Wagner Chorale onder leiding van Carmen Dragon.
In 1958 keerde hij terug naar Covent Garden. Hij stopte volledig met zingen in 1960 op 37-jarige leeftijd. Op 15 augustus 1963 trouwde hij met zijn vrouw Therese in Malta en ze kregen twee dochters.
Oreste Kirkop overleed op 10 mei 1998 in San Ġwann (Malta) op 74-jarige leeftijd.